# Lurus evelinae
Lurus evelinae is een platworm (Platyhelminthes). De worm is tweeslachtig. De soort leeft in het zoute water.
Het geslacht Lurus, waarin de platworm wordt geplaatst, wordt tot de familie Luridae gerekend. De wetenschappelijke naam van de soort werd voor het eerst geldig gepubliceerd in 1950 door Marcus.